# Solanum corymbiflorum
Solanum corymbiflorum là loài thực vật có hoa trong họ Cà. Loài này được (Sendtn.) Bohs miêu tả khoa học đầu tiên năm 1995.